# Candelaria Sud
Candelaria Sud é uma comuna da província de Córdoba, na Argentina.